# ستانيسلاف ميليكو
ستانيسلاف ميليكو (بالروسية: Станислав Евгеньевич Мелейко) (6 فبراير 1937 - 8 مارس 2021) كان صحفيًا روسيًا ومقدم برامج تلفزيونية ومخرجًا ومنتجًا لبرامجه الخاصة.
كان مليكو مؤلف ومقدم برنامج المواطن والقانون على القناة الخامسة من 1970 إلى 1996. منذ عام 1997 كان مؤلفًا لبرامجه الخاصة. أعد برامج وتقارير لقنوات التلفزيون والإنترنت المختلفة لـ رين تي في.